# قاعدة بيانات التصنيف الهيكلي للبروتينات
قاعدة بيانات التصنيف الهيكلي للبروتينات (بالإنجليزية: Structural Classification of Proteins database)‏ (مختصرها سكوب أو SCOP) هو دليل تصنيفي إلى حد كبير في المجالات الهيكلية للبروتين على أساس تشابه هياكلها وتسلسل الأحماض الأمينية. الدافع وراء هذا التصنيف هو تحديد العلاقة التطورية بين البروتينات. توضع البروتينات التي تتصف بأشكال متشابهة ولكنها تتصف بوجود القليل من التشابه في التسلسل أو الوظيفة في عوائل رئيسية مختلفة، لكن توضع فرضية أن السلف المشترك بعيد جداً، كما توضع البروتينات التي لها نفس الشكل وبعض التشابه في التسلسل أو الوظيفة في الأسر ذاتها، ويفترض أن يكون لها سلف مشترك أوثق.
قاعدة بيانات التصنيف الهيكلي للبروتينات يمكن الوصول إليها بحرية على شبكة الإنترنت. أنشئت قاعدة البيانات في عام 1994. يصونها أليكسي مورزين وزملاؤه في مختبر علم الأحياء الجزيئي [الإنجليزية] في كامبريدج في إنجلترا.
في آب 2013، كان الإصدار الحالي من قاعدة بيانات التصنيف الهيكلي للبروتينات هو 1.75 (والذي صدر حزيران 2009). نسخة من الإصدار التالي من قاعدة بيانات التصنيف الهيكلي للبروتينات، وهو ما يسمى بري-سكوب (pre-SCOP)، يمكن الوصول إليها من الصفحة الرئيسية لقاعدة بيانات التصنيف الهيكلي للبروتينات.
بري-سكوب (pre-SCOP) يقصد بها نظرة عامة أو معاينة لقاعدة البيانات وأصلها من كلمة (preview) الإنجليزية.